# Ohota
Az Ohota (oroszul: Охота) folyó Oroszország távol-keleti részén, a Habarovszki határterületen, az Ohotszki-tengerbe torkollik.
Neve az evenki okat szóból származik (jelentése: 'folyó'), a hasonló hangzás miatt ebből alakult ki az orosz Ohota ('vadászat') elnevezés.

## Földrajz
Hossza: kb. 393 km, vízgyűjtő területe: 19 100 km², évi közepes vízhozama: 200 m³/s.
A Habarovszki határterület északkeleti részének egyik folyója. A Jakutfölddel közös határ mellett, a Szuntar-Hajata-hegységben ered. Dél felé folyik, az Udomai-hegység és a Kuhtuj-hegység közötti völgyben. Kezdetben több kisebb ágból álló, nagy esésű hegyi folyó. Legnagyobb mellékfolyójának torkolatától völgye 400-1300 m-re szélesedik, esése itt már jóval kisebb. Arka falutól, az utolsó 115-120 km-en sík vidéken, végig ágakra szakadozva folyik a tengerig. 
Torkolatánál fekszik Ohotszk járási székhely és kikötő, az egyik legrégebbi orosz település a Távol-Keleten. 
A folyó vízgyűjtő területének éghajlata északon kontinentális, nagyon hideg téllel, de délen a tenger enyhítő hatása érvényesül. November elejétől május elejéig/közepéig a folyót jég borítja.
Leghosszabb, jobb oldali mellékfolyója a Delkju-Ohotszkaja (221 km), az Agoty (112 km) és az Arka (135 km).